# Ибрахим-паша од Египта
Ибрахим-паша од Египта (1789 − 10. новембар 1848) је био син Мухамед Алија Египатског и египатски војсковођа.

## Биографија
Рођен је 1789. године у Драми као син Мухамед Алија, османског војсковође албанског порекла. Његов отац је постао намесник Египатског ејалета 1805. године. Године 1813. владао је Горњим Египтом и Суданом у одсуству свога оца који се у Арабији борио против династије Сауд. Три године касније, Ибрахим постаје командант египатских снага у Арабији. До краја 1818. године, Ибрахим је потпуно поразио саудијске вође и присилио их на предају. Године 1821. избија устанак у Грчкој. Махмуд II, османски султан, поставља Мухамед Алија за валију Мореје. Војска Ибрахим-паше учествовала је на страни Османлија и имала успеха против устаника. Међутим, сурово опхођење Ибрахим-паше према локалном становништву изазвало је згражавање у Европи и поморске интервенције Велике Британије, Русије и Француске које Ибрахиму наносе пораз код Наварина (20. октобра 1827). Следеће године Ибрахим напушта Мореју. Неколико година касније избија рат између Османског царства и Египатског ејалета јер је султан Махмуд одбио да испуни обећања дата Мухамед Алију у замену за његову помоћ у гушењу грчког устанка. Ибрахим-паша је освојио Акру и Дамаск, а код Китахије децембра 1821. године наноси велики пораз османској војсци. Интервенција Русије спречила је Ибрахима да заузме сам Истанбул. Сирија је пала у руке Египћана. Османлије 1838. године обнављају ратне операције против Египта. У бици код Незиба, Ибрахим наноси потпуни пораз турској војсци. Интервенција великих сила (Британија и Аустрија) довела је до завршетка рата. Египћани губе Сирију. Ибрахим-паша је остатак живота провео у миру, а неколико месеци 1848. године као регент владао уместо оца. Умро је 10. новембра исте године.